# Tsuchiyamachi-dōri
Pour les articles homonymes, voir Tsuchiya.
Le Tsuchiyamachi-dōri (土屋町通, Tsuchiyamachi-dōri) est une voie du centre nord-ouest de Kyoto, dans l'arrondissement de Kamigyō. Orientée nord-sud, elle débute à l'Ichijō-dōri et termine au Takeyamachi-dōri.

## Description

### Situation
Le Tsuchiyamachi-dōri est une rue étroite de l'ouest de l'arrondissement de Kamigyō, commençant dans le quartier d'Isedonokamae-chō (伊勢殿溝町), devant le temple Jōfuku-ji et terminant dans celui de Shuzei-chō (主税町),. La rue débute à l'Ichijō-dōri (一条通) et termine au Takeyamachi-dōri (竹屋町通), même si la chaussée se poursuit légèrement au sud de la rue,. Elle suit le Jōfukuji-dōri (浄福寺通) à l'est et précède le Senbon-dōri (ja) (千本通) à l'ouest. Elle est la dixième rue à partir du boulevard Horikawa (en) (堀川通).
La circulation se fait en sens unique du sud au nord, jusqu'à Shimodachiuri, après laquelle aucun sens n'est indiqué, même si la chaussée demeure trop étroite pour deux voies. La rue est décalée vers l'est au carrefour avec le Shindemizu-dōri, puis vers l'ouest au carrefour avec le Kamichōjamachi-dōri,. La rue fait environ 1 200 mètres de long. 

### Voies rencontrées
Du nord au sud, en sens unique. Les voies rencontrées de la droite sont mentionnées par (d), tandis que celles rencontrées de la gauche, par (g).
1. Ichijō-dōri (一条通)[3]
2. Nakadachiuri-dōri (中立売通)[3]
3. Ninnaji-kaidō (仁和寺街道)
4. Kamichōjamachi-dōri (上長者町通)[3]
5. Shimochōjamachi-dōri (下長者町通)
6. Demizu-dōri (出水通)
7. Shindemizu-dōri (新出水通)
8. Shimodachiuri-dōri (下立売通)[3]
9. Sawaragichō-dōri (椹木町通)
10. Marutamachi-dōri (丸太町通)[3]
11. Ikuhōkita-dōri (郁芳北通)
12. Ikuhō-dōri (郁芳通)
13. Ikuhōminami-dōri (郁芳南通)
14. Takeyamachi-dōri (竹屋町通)[3]

- Sources : (ja) Université Ritsumeikan Asia Pacific (en), « 近代京都オーバーレイマップ », sur Art Research Center,‎ 2023 (consulté le 8 septembre 2023).

### Transports en commun
Les bus du réseau d'autobus de Kyoto (ja) ne circulent pas sur la rue. Cependant, dû à sa proximité avec Senbon, plusieurs arrêts sont très proches. Les arrêts les plus proches sont Senbon Kyūnijō (千本旧二条), coin Senbon et Kyūnijō (旧二条通), Senbon Marutamachi (千本丸太町), coin Senbon et Marutamachi, Senbon Demizu (千本出水), coin Senbon et Demizu, et Senbon Nakadachiuri (千本中立売), au coin des rues homonymes. Les lignes 6, 10, 15, 46, 52, 55, 93, 201, 202, 204 et 206.
La gare de Nijō (二条駅), desservant la ligne Sagano de JR West et la ligne Tōzai du métro de Kyoto est à six de minutes de marche.

## Odonymie
L'origine du nom est inconnue, et la rue ne figure pas le dictionnaire des noms de rues de Kyoto (京都の地名由来辞典).
La rue n'est pas nommée dans le « Teragokō » (寺御幸), la chanson des rues de Kyoto pour les rues nord-sud. 

## Histoire

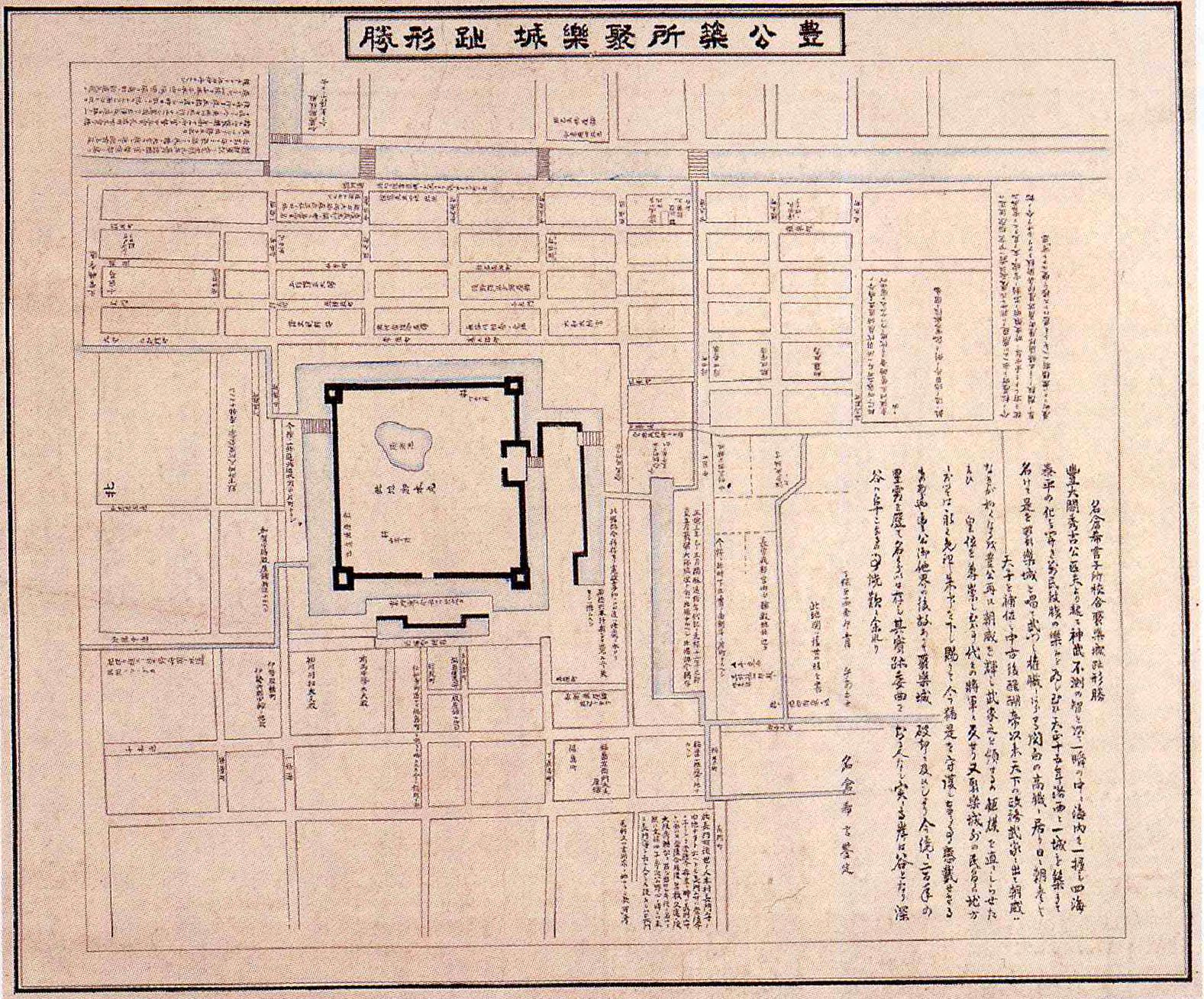
Carte de 1843 représentant les limites du Jurakudai, avec le Tsuchiyamachi-dōri à l'ouest (le haut de la carte pointe vers l'est).

La rue est visible dans les documents municipaux depuis la période d'Edo, mais la date de sa création est inconnue. On dit qu'elle a été ouverte durant la première année de l'ère Genna (vers 1615), mais aucune maison n'est encore visible sur la rue dans le Rakuchū Rakugai-zu (ja) (洛中洛外図), carte de la ville de la 12e année de l'ère Kanbun (vers 1672),. À l'époque, la route était encore plus courte, entre Kamichōjamachi Dori et Marutamachi. Selon le Rakuchū ezu (洛中絵図), carte de la ville par la famille Nakai de cartographes, publié en l'an 14 de l'ère Kan'ei (vers 1637), mais reflétant Kyoto de 1615, la zone est encore vide et la rue venait d'être créée,. À cette époque, la rue marquait l'aboutissant de la rue Kamichōjamachi. Il semble que Tsuchiyamachi se poursuivait au nord de Kamichōjamachi, mais cette portion n'existe plus, et une continuation de la route s'infléchit légèrement vers l'ouest et s'étend jusqu'à Ichijō. Cette section est désormais considérée comme faisant partie de la rue. Il existe également une route qui s'étend plus au nord avec une interruption majeure, après Itsutsuji, mais cette section Kamidachiuri vers le nord s'appelait le Makurachō-dōri (真倉町通).
Au sud, la route s'infléchit légèrement vers l'ouest à Shindemizu pour atteindre Marutamachi, mais la route continue au-delà de Marutamachi. On pense que cette portion sud a été créée lors du rezonage du secteur après l'ère Meiji (1868-1912), car il y avait les quartiers sud du Kyoto shoshidai, un poste administratif, dans cette zone à la fin de la période d'Edo.

## Patrimoine et lieux d'intérêt

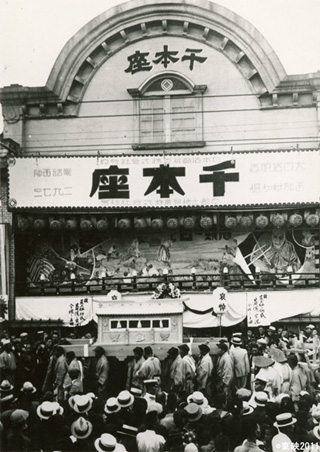
Ancien théâtre dans le Nishijin Kyōgoku.

La rue est principalement résidentielle. Au nord, la rue se trouve dans le Nishijin (西陣), le secteur de la ville où fleurissait l'industrie textile, et ainsi, plusieurs commerces reliés à l'industrie textile y sont établis,. Aux alentours d'Ichijō se trouvent les magasins historiques du quartier textile, ouverts peu après la démolition du Jurakudai.
De son début jusqu'à Nakadachiuri, la rue se trouve dans le Nishijin Kyōgoku (ja) (西陣京極), un important quartier commercial et de divertissement au XXe siècle, instrumental dans les débuts du cinéma à Kyoto. S'y trouvait les anciens cinéma Sen'naka (ja) et Nishijin Tōei (ja) (西陣東映劇場), plus tard devenu le théâtre Tōyō (東洋映画劇場) et converti en musée,.
Entre Shindemizu et Shimochōjamachi se trouvent les ruines du Ranrinbō (蘭林坊), qui servait d'entrepôt pour les objets utilisés lors de cérémonies pour le palais Heian.
Au carrefour avec Shimodachiuri, la rue subit un grand dénivelé de plusieurs mètres, ce qui laisse penser qu'il s'agit là de traces des anciennes douves du Jurakudai (聚楽第), somptueux palais construit par Toyotomi Hideyoshi à la fin du XVIe siècle et subséquemment démoli. Au sud, au carrefour avec son aboutissant Takeyamachi se trouve le Centre de protection de l'enfance de Kyoto (京都市児童福祉センター), côté est.